# Nawsie (Czechy)
Nawsie (cz. Návsíⓘ, niem. Nawsy) – wieś gminna w Czechach, w kraju morawsko-śląskim (powiat Frydek-Mistek). Leży w regionie Śląska Cieszyńskiego, na tzw. Zaolziu.

## Geografia
Miejscowość leży w mezoregionie Rów Jabłonkowski (cz. Jablunkovská brázda), pomiędzy pasmem Beskidu Śląskiego na wschodzie i Beskidu Morawsko-Śląskiego na zachodzie, na północ od Przełęczy Jabłonkowskiej. Swoimi wschodnimi krańcami sięga aż do Wielkiego Stożka (978 m n.p.m.) w Beskidzie Śląskim, na zachodzie zaś opiera się o pierwsze szczyty Beskidu Morawsko-Śląskiego. Środek miejscowości przecina dolina rzeki Olzy.

## Historia
W dokumencie protekcyjnym biskupa wrocławskiego Wawrzyńca z dnia 25 maja 1223 roku wydanym na prośbę księcia opolsko-raciborskiego Kazimierza dla klasztoru premonstrantek w Rybniku wymieniono około 30 miejscowości mających im płacić dziesięcinę. Pośród 14 miejscowości kasztelanii cieszyńskiej wymieniona została Novosa (Novoza), którą można by utożsamiać właśnie z Nawsiem, co jednak budzi wątpliwości.
31 grudnia 1435 r. w ramach przywileju, książę cieszyński Wacław I, za wierną służbę nadał Pawłowi Sikorze prawo założenia w tym miejscu społeczności rolniczej. Grunt był zwolniony z podatku, a Sikora zobowiązał się przyjąć obowiązki wójta. Przywilej ten potwierdził później w 1603 roku książę Adam Wacław. Ród Sikorów dzierżył funkcję wójtów Nawsia aż do początków XX wieku. Nawsie pierwotnie było częścią Starego Jabłonkowa, lecz kiedy później wyżej nad Olzą powstał nowy Jabłonków, Nawsie stało się osobną wsią. Pod taką nazwą (Nawsie) wzmiankowana została ona po raz pierwszy w 1577 roku.  
Nawsie leżało na starym, średniowiecznym szlaku handlowym, tzw. „szlaku miedziowym” biegnącym od Górnych Węgier (dzisiejszej Słowacji) przez Cieszyn do Wrocławia. Stwarzało to dobre warunki dla rozwoju wsi, w której poczęli się osiedlać nowi rzemieślnicy. Takie położenie miało i negatywne konsekwencje: ciągłe przemarsze obcych wojsk i częste wylewy Olzy spowodowały, że w drugiej połowie XVII wieku prawie jedna trzecia mieszkańców opuściła miejscowość. Po utworzeniu zboru protestanckiego w Nawsiu, w 1791 r. wybudowany został drewniany kościół ewangelicki, a z czasem na jego miejscu – nowy, murowany (w 1820).
W opisie Śląska Cieszyńskiego autorstwa Reginalda Kneifla z 1804 Nawsy, oder auch Nawschy w Komorze Cieszyńskiej miały 48 domów i 739 mieszkańców posługujących się śląsko-polskim narzeczem.
Wieś szybko rozwinęła się dzięki powstaniu Kolei Koszycko-Bogumińskiej, od 1871 roku przebiegającej przez miejscowość. Powstała tu duża stacja kolejowa – Návsí (Nawsie), która obsługuje także mieszkańców pobliskiego miasta Jabłonków.
Według austriackiego spisu ludności z 1900 r. w 222 budynkach w Nawsiu na obszarze 1965 hektarów mieszkało 1917 osób, co dawało gęstość zaludnienia równą 97,6 os./km². Z tego 664 (34,6%) mieszkańców było katolikami, 1250 (65,2%) ewangelikami a 3 (0,2%) wyznawcami judaizmu, 1782 (93%) było polsko-, 74 (3,9%) niemiecko-, 17 (0,9%) czesko- a 7 innojęzycznymi. Do 1910 roku liczba budynków wzrosła do 264, a mieszkańców do 2249, z czego 2188 było zameldowanych na stałe. Z nich 2114 (96,6%) było polsko-, 62 (2,8%) niemiecko-, a 12 (0,5%) czeskojęzycznymi. Podział według religii kształtował się następująco: 783 (34,8%) katolików, 1449 (64,4%) ewangelików, 174 (0,8%) wyznawców judaizmu.
W 1914 roku brygadier Józef Piłsudski spędził ze swoimi Legionami pierwsze święta Bożego Narodzenia w miejscowym kościele ewangelicko-augsburskim.
Po podziale Śląska Cieszyńskiego w 1920 r. miejscowość znalazła się w granicach Czechosłowacji. W 1938 r. została wraz z większością Zaolzia zaanektowana przez Polskę, a w II wojnie światowej przez nazistowskie Niemcy. Po wojnie przywrócona Czechosłowacji. W latach 1960–1994 Nawsie było częścią Jabłonkowa.
W 1934 roku także została otwarta Polska szkoła w Jasieniu.

## Ludność
W latach 1869–2001:
| Rok             | 1869 | 1880 | 1890 | 1900 | 1910 | 1921 | 1930 | 1950 | 1961 | 1970 | 1980 | 1991 | 2001 |
| --------------- | ---- | ---- | ---- | ---- | ---- | ---- | ---- | ---- | ---- | ---- | ---- | ---- | ---- |
| Liczba ludności | 1057 | 1412 | 1629 | 1917 | 2249 | 2503 | 3102 | 3306 | 3588 | 3609 | 3588 | 3623 | 3765 |

Według czeskiego spisu z 2001 r. w Nawsiu w 815 z 885 domach w gminie Nawsie mieszkało 3765 osób, z czego 2698 (71,7%) było narodowości czeskiej, 902 (24%) polskiej, 62 (1,7%) słowackiej, 60 (1,6%) śląskiej, 15 (0,4%) morawskiej i 5 (0,1%) niemieckiej. Osoby wierzące stanowiły 81,8% populacji (3079 os.), z czego katolicy 47,5%, 1461 osób.

## Zabytki
Obiektami zabytkowymi w miejscowości są:
- kościół ewangelicko-augsburski z 1820 roku z wieżą dobudowaną w 1849 r.
- dom nr 47, dawna szkoła ewangelicka Emaus z 1808 r.
- zagroda wiejska (dom nr 34), pod Stożkiem
- zagroda wiejska (dom nr 148),
- ruiny średniowiecznego grodziska, zwane Zamczysko, leżące przy ujściu Czarnego Potoku do Olzy
- budynek szkoły z 1927 r. w Osadzie Zimny

## Turystyka
Przez miejscowość przebiegają następujące trasy rowerowe:
- Międzynarodowy Szlak Rowerowy Greenways Kraków – Morawy – Wiedeń
- Radegast CykloTrack Trojmezí
- trasa nr 56 (89 km), czeska część tzw. Pętli Rowerowej Euroregionu Śląsk Cieszyński

Piesze szlaki turystyczne przebiegające przez Nawsie:
- Radvanov – Pod Velkým Stožkem (6,6 km)
- Návsí – Velký Stožek (Wielki Stożek) (8,6 km)
- Návsí – Girová – Markov (11 km)
- Bystrzyca – Návsí – Slavíč (26 km)

## Szkoła polska w Jasieniu
Pięcioletnia polskojęzyczna szkoła w Jasieniu została wybudowana w latach 1925–1926, na  30-arowej parceli, którą ofiarował gazda Paweł Rucki. Budowę powierzono prywatnej firmie Klimek z Jabłonkowa. Jesienią 1925 roku zbudowano fundamenty szkoły, a rok później był gotowy budynek szkolny z jedną klasą, kancelarią i dwoma pokojami mieszkalnymi dla kierownika.
W 1926 otworzono pierwszą klasę. Gdy w roku szkolnym 1934/1935 zapisało się do szkoły 45 uczniów, ówczesny kierownik Leonard Guńka otworzył drugą klasę, którą prowadził nauczyciel Adolf Pytlik. W 1938 kierownik Guńka odszedł, szkołę przejął nauczyciel Władysław Zaparth, a jej kierownikiem został mianowany Karol Malik. Z powodu wielkiej liczby uczniów otwarto trzecią klasę, w której uczyła Jadwiga Banaś. Dla uczniów organizowano wycieczki oraz festyny, które odbywały się Pod Grapą czy też w Brzeziu. W roku 1974, z powodu braku uczniów, szkoła została zamknięta i dwunastka dzieci przeszła do szkoły nawiejskiej. W budynku szkoły od 1975 działało przedszkole dla ponad dwudziestki dzieci z kierowniczką Hertą Kubiszową z Trzyńca. Po trzech latach polskie przedszkole przeniesiono do budynku czeskiej szkoły.
Budynek polskiej szkoły został w roku 2016 wynajęty przez Dom Dzieci i Młodzieży w Jabłonkowie. Budynek ten służy do dziś jako ośrodek szkoleniowy i rekreacyjny dzieciom i młodzieży.  MK PZKO korzysta z niego przy organizowaniu imprez.

## KołoPZKOJasienie
W 1956 roku z inicjatywy ówczesnego dyrektora szkoły, Pawła Klusa, na terenie Jasienia (część Nawsia) powstało 52-osobowe koło PZKO, skupiające mieszkających tu polskich działaczy społecznych. Głównym kierunkiem działalności Koła stała się amatorska działalność teatralna (przez scenę przewinęło się blisko 80% wszystkich członków). Pierwszy występ teatralny odbył się już w 1956 roku; od tej pory przedstawienia odbywały się dwa razy w roku. Latem 1959 w czynie społecznym przebudowano starą remizę strażacką na Dom Kultury. Funkcjonowały w nim m.in.: chór mieszany, tercet żeński, dziewczęcy zespół "Podlotki", zespół taneczny "Rytmik", Kabaret "Wielki Szpan", Klub Seniora, Klub Kobiet, Klub Młodych, Klub Dzieci. Od 1980 w przedstawieniach zaczęły brać udział dzieci.

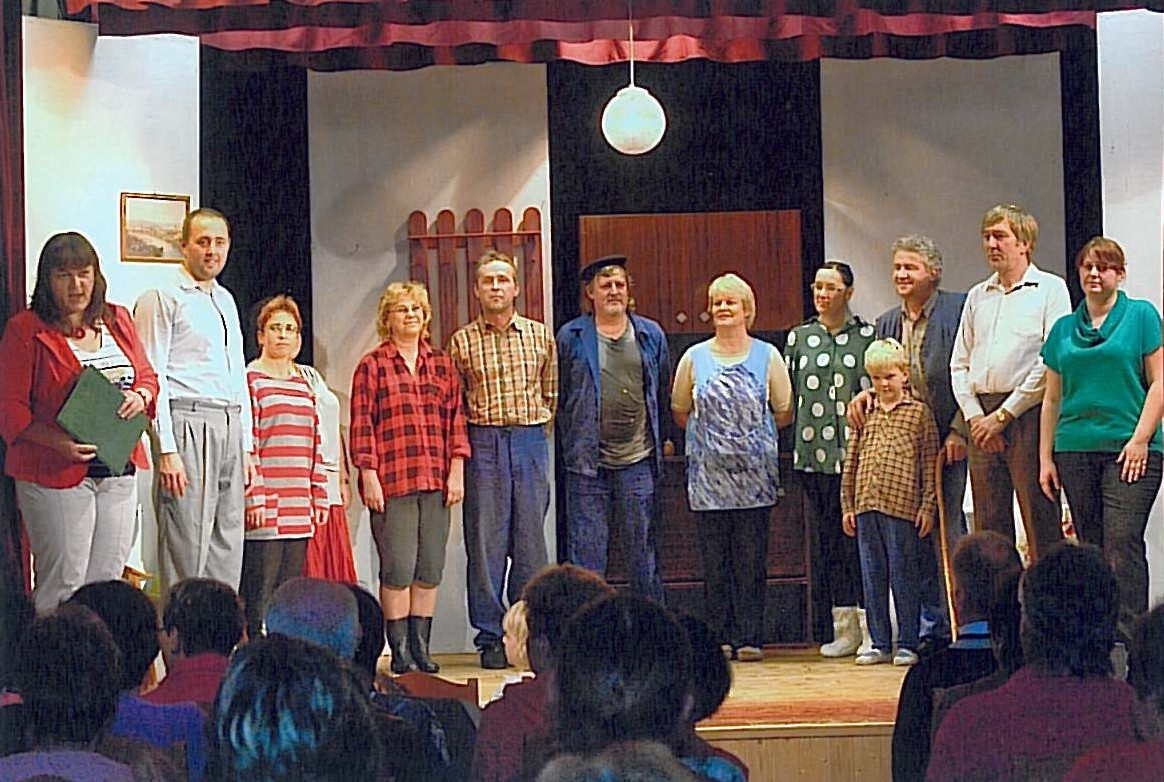
Aktorzy teatru amatorskiego PZKO

Aktualnie koło liczy ok. 100 członków, spośród których wyłoniono 11-osobowy zarząd. Cały teren MK PZKO Jasienie dzieli się na 5 "podrejonów": Rejon "Podkozubowa", Rejon "Chałupy", Rejon "Jasienie", Rejon "Skręt", Rejon "U Warcopa". Głównymi uroczystościami w życiu organizacji są: walne zebranie, jajecznica, "baran", andrzejki, wigilijka. Członkowie Koła biorą także udział w tradycyjnym Gorolskim Święcie. W swej góralskiej chatce co roku przygotowują tradycyjne potrawy jak: stryki, kapuśnica, chlyb ze szpyrkami i mnóstwo innych specjałów. Koło organizuje także wycieczki, zarówno do Polski (nad Bałtyk, do Warszawy lub Krakowa), jak i w inne rejony Czech i Europy. 12 listopada 2016 Polacy z Jasienia świętowali jubileusz 60-lecia PZKO oraz 90 lat od założenia szkoły w Jasieniu.
Prezesami koła byli kolejno Jan Chodura, Emil Pawlus, Adam Bocek, Stanisław Recmanik, Józef Sikora, Józef Martynek, Stanisław Sikora, Leopold Kantor, Józef Bocek, Wacław Kapsia, Jarosław Madzia.

## Postaci związane z Nawsiem
- Jan Winkler – polski duchowny ewangelicko-augsburski, wieloletni pastor miejscowego zboru
- Franciszek Michejda – polski duchowny ewangelicko-augsburski, wieloletni pastor miejscowego zboru, działacz narodowy na Śląsku Cieszyńskim
- Tadeusz Michejda – polski działacz społeczny, lekarz, polityk
- Władysław Michejda – polski adwokat, burmistrz Cieszyna do 1929 roku
- Władysław Niedoba – polski działacz społeczno-kulturalny Śląska Cieszyńskiego, reżyser, aktor, znany jako „Jura spod Grónia” lub „Gorolski hetman”
- Władysław Młynek – polski nauczyciel, poeta, działacz społeczny i kulturalny na Zaolziu
- Halina Młynkowa – piosenkarka

## Galeria

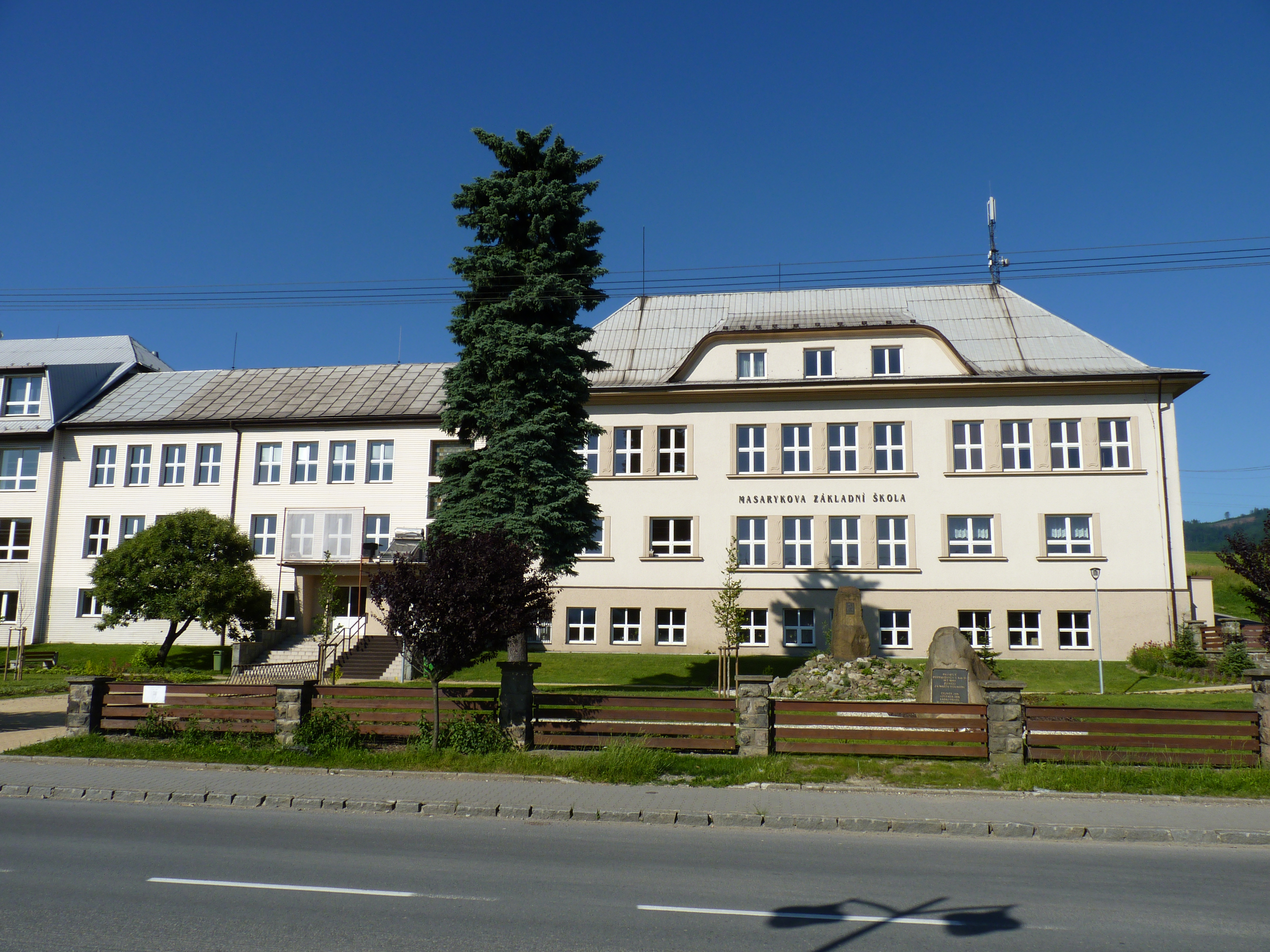
Czeska Szkoła Podstawowa
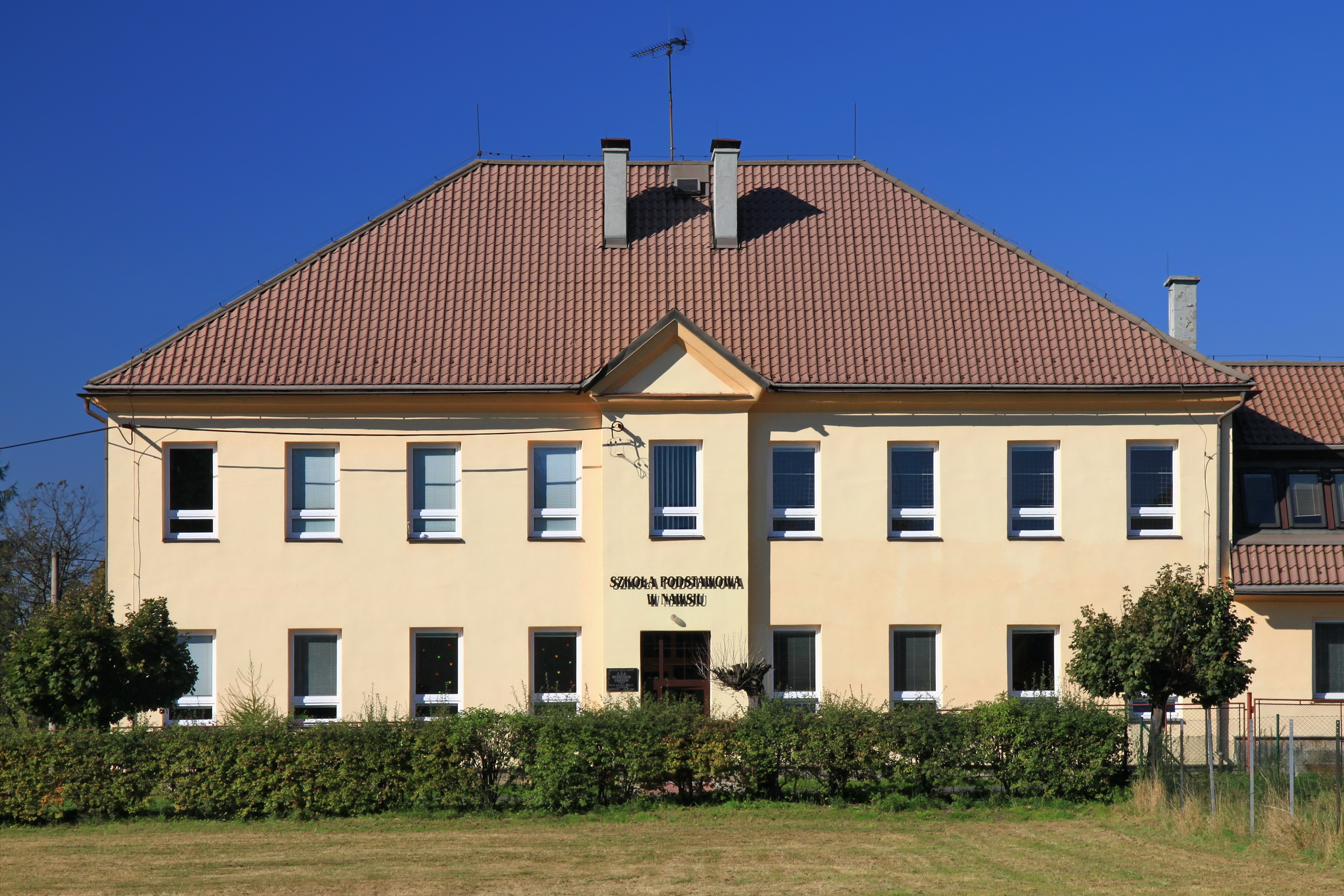
Polska Szkoła Podstawowa
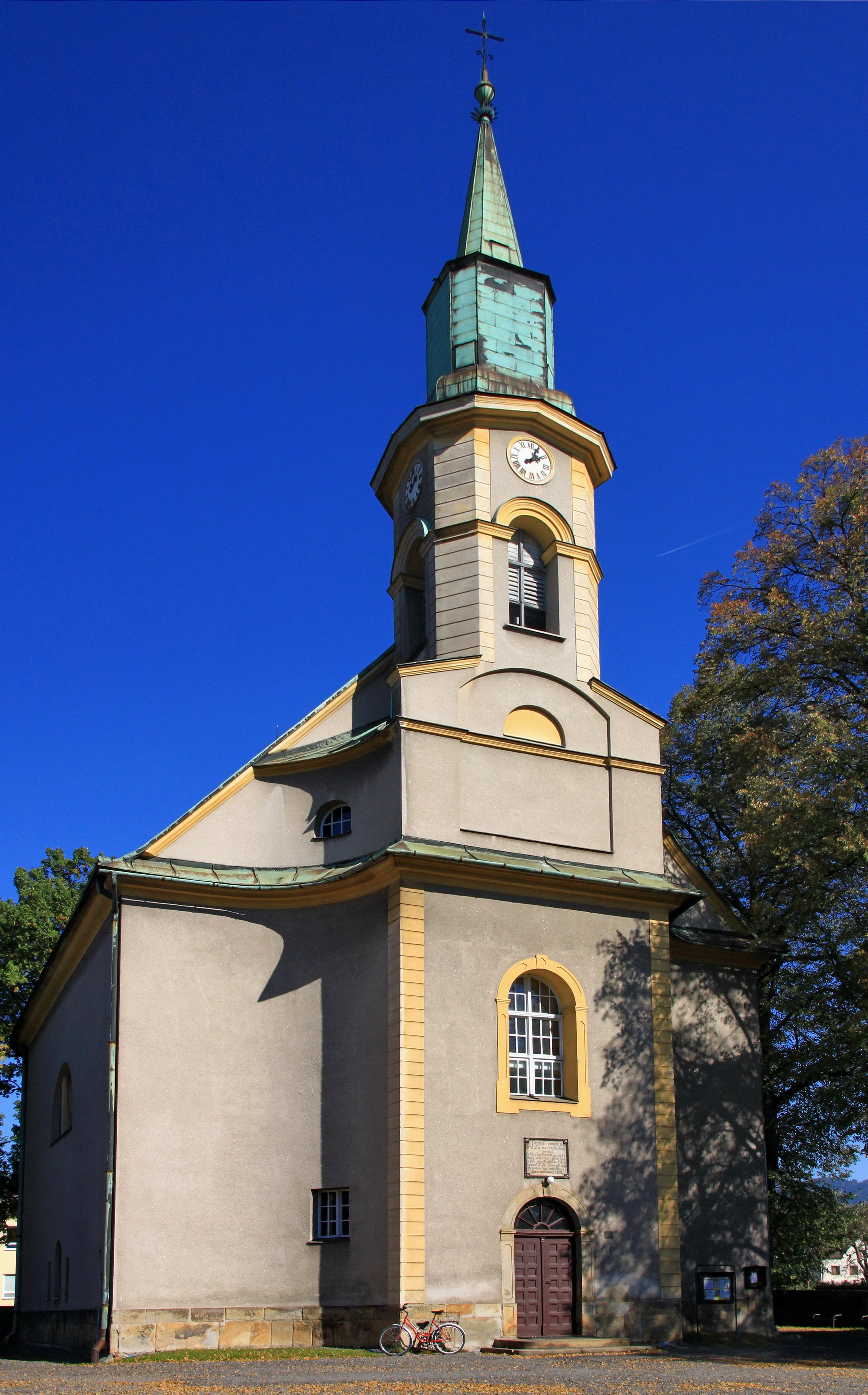
Kościół ewangelicko-augsburski z 1820 r.
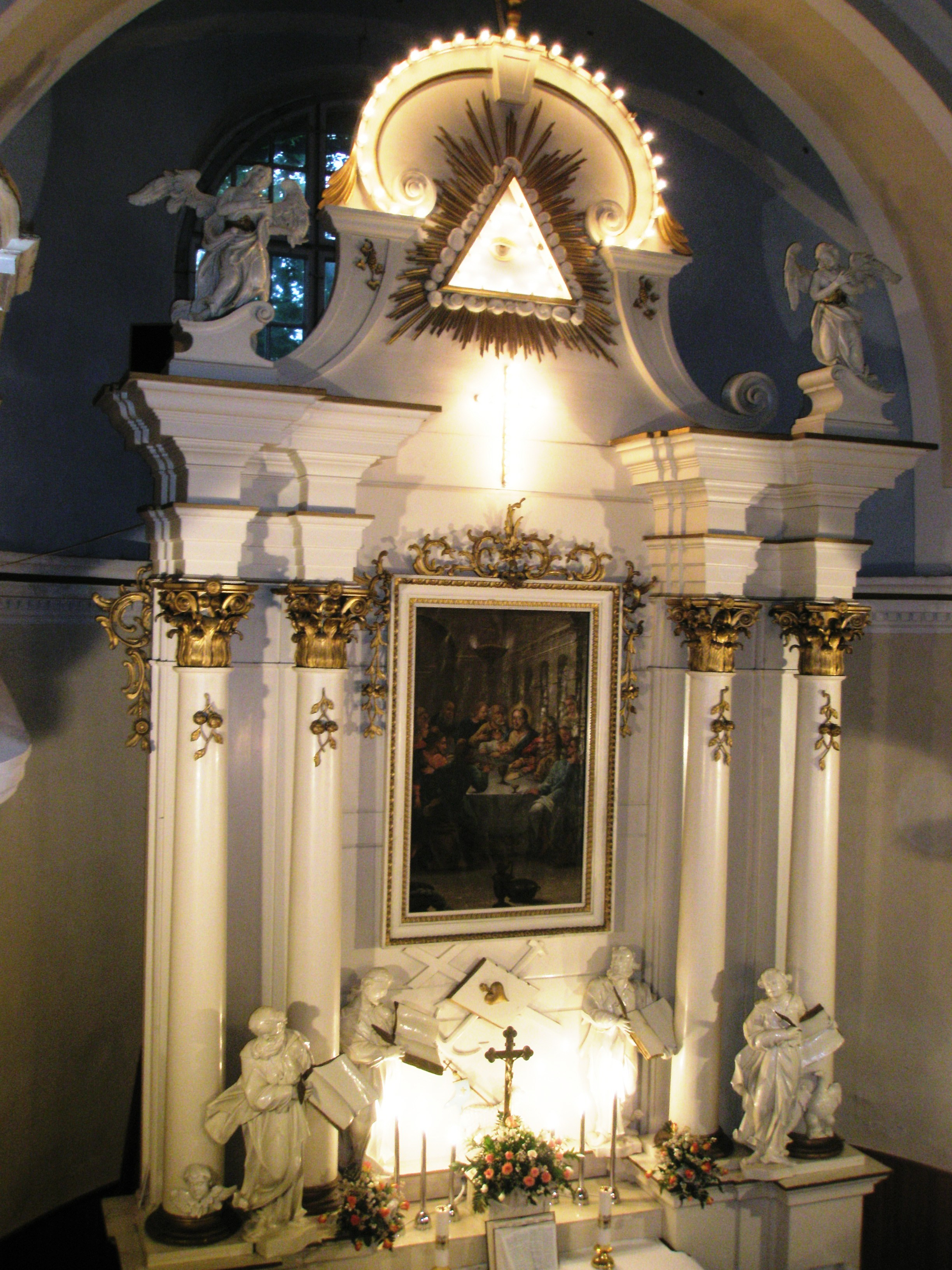
Ołtarz w kościele ewangelickim
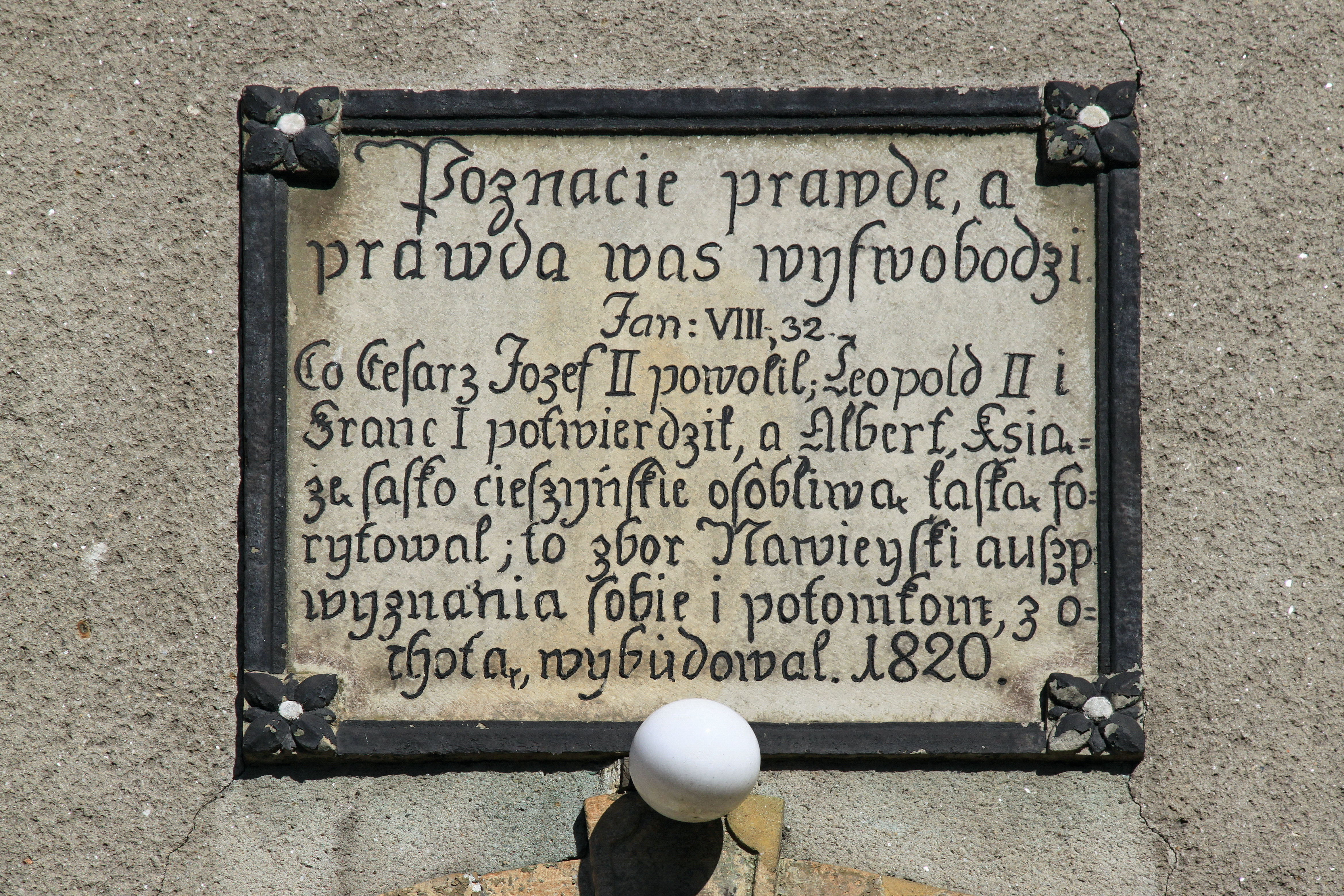
Napis na kościele ewangelickim
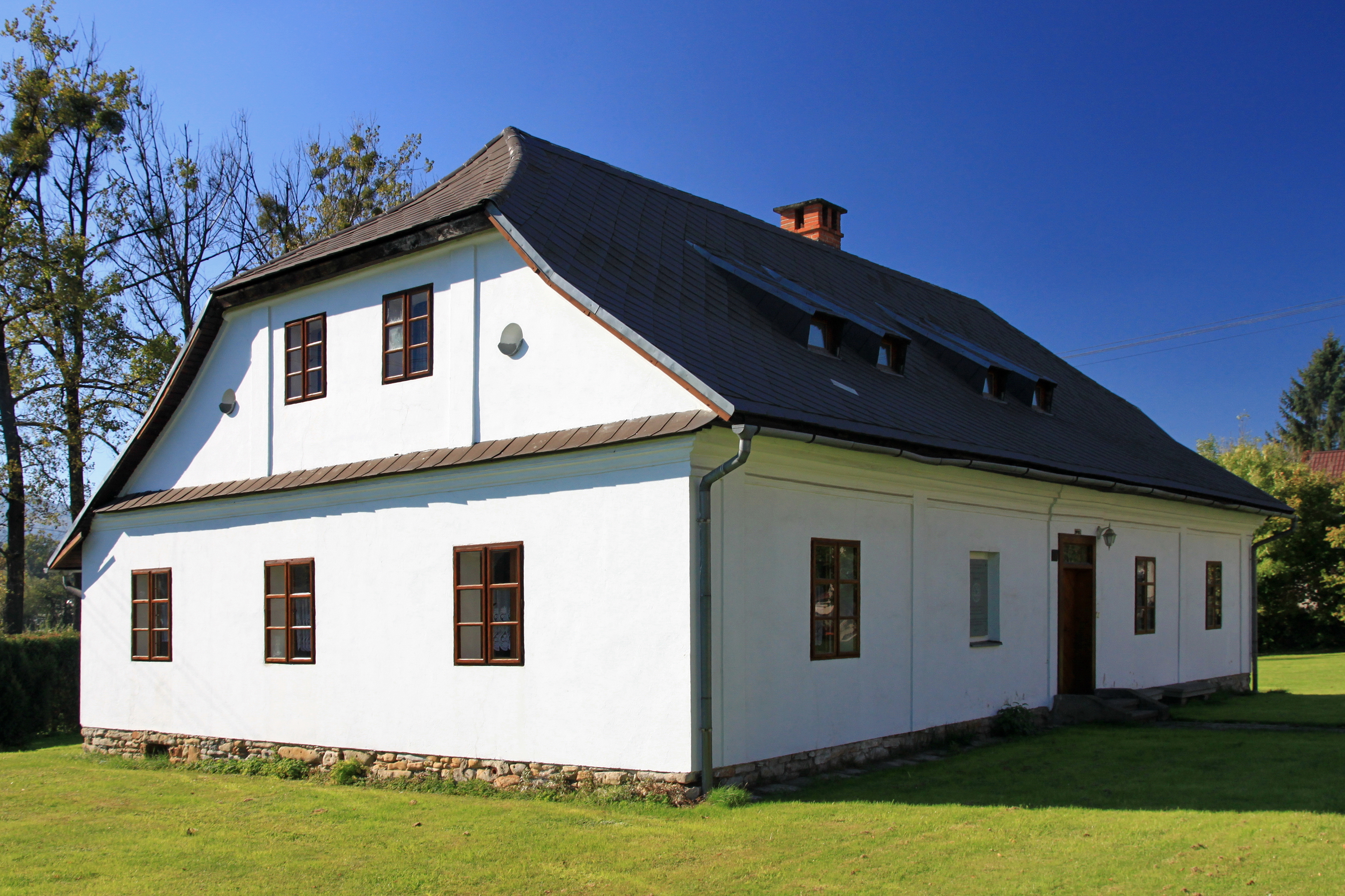
Emaus. Była szkoła ewangelicka z 1808 r.
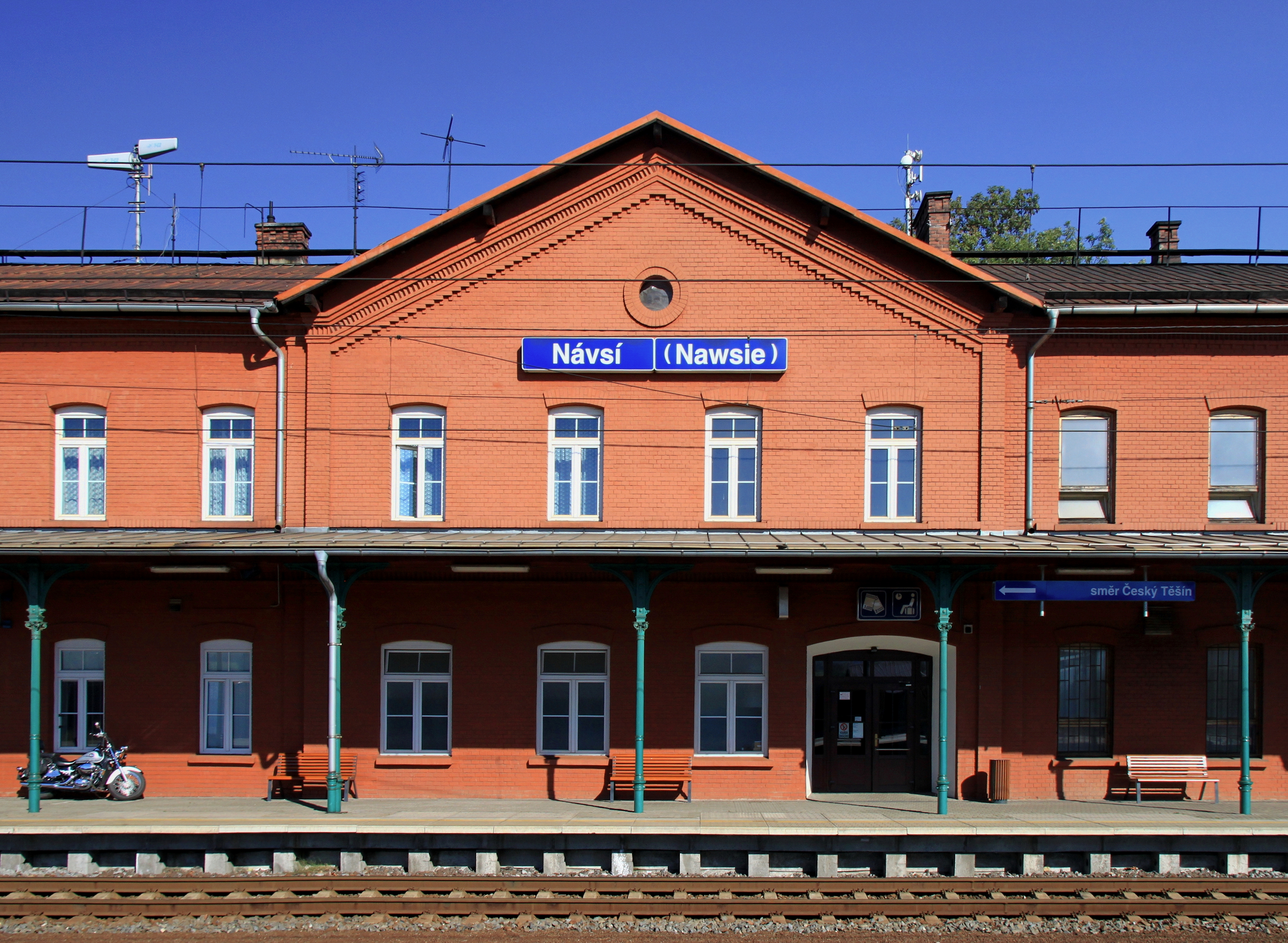
Dworzec kolejowy w Nawsiu